# John Ponsonby, 1. vikomt Ponsonby
John Ponsonby, 1. vikomt Ponsonby (John Brabazon Ponsonby, 1st Viscount Ponsonby, 2nd Baron Ponsonby of Imokilly) (1770 – 22. února 1855, Brighton, Anglie) byl britský diplomat ze šlechtického rodu Ponsonbyů. Původně byl irským a britským poslancem, po úspěšných diplomatických misích v jižní Americe byl dlouholetým vyslancem v Turecku a Rakousku. V roce 1839 získal titul vikomta.

## Kariéra
Narodil se jako nejstarší syn 1. barona z Imokilly. Během kavalírské cesty v roce 1791 jen náhodou unikl lynčování v revoluční Francii, poté byl poslancem irského parlamentu (1793–1800) a krátce členem Dolní sněmovny (1801–1802). Po otci zdědil titul barona a stal se irským peerem (1806).
Ve dvacátých letech 19. století byl jako diplomat vyslán do jižní Ameriky, byl vyslancem v Buenos Aires (1826–1828) a Rio de Janeiro (1828–1829). Po návratu do Evropy byl pověřen zvláštní misí do Belgie v době nástupnické krize (1830–1831), pak byl vyslancem v Neapoli (1832–1833). Nakonec byl velvyslancem v Istanbulu (1833–1841) a ve Vídni (1846–1850). V roce 1839 získal titul vikomta, který platil pouze pro Irsko. Od roku 1803 byl ženatý s Elizabeth Villiersovou (1786–1866), dcerou 4. hraběte z Jersey. Manželství zůstalo bez potomstva, takže titul vikomta zanikl, na synovce Williama (1816–1861) přešel jen titul barona z Imokilly.